# Радзиевский, Виктор Викторович
Виктор Викторович Радзиевский (3 июля 1990, Воркута) — российский музыкальный продюсер, журналист, блогер, музыкант, шоумен, основатель VR Jazz Agency (Джазовое агентство Виктора Радзиевского), директор международного фестиваля VR Jazz Fest.

## Биография
Родился 3 июля 1990 в Воркуте, в семье врача-хирурга Аллы Маковой и журналиста Виктора Радзиевского. Правнук детской писательницы Софьи Радзиевской.
В 1991 году семья переехала в Москву.
В 2007 году окончил Ломоносовскую гимназию в Москве, учился на факультете политологии Российского Государственного Гуманитарного Университета (РГГУ), а также в аспирантуре ИМЭМО РАН.

## Журналистика
С 2012 по 2017 год — главный редактор онлайн радио-портала 1jazz.ru.
Пишет как журналист, выступает на радио и телевидении: Rolling Stone, Jazz Italia, RAI Italia, Jazz in Europe, All About Jazz, «Радио ДЖАЗ 89.1 FM», "Радио «Орфей», «Серебряный Дождь», «Эхо Москвы», «Известия», «Комсомольская Правда», «Бизнес и Власть», «Московские новости», «Компания», «Звуки.ру», JazzMap, JazzPeople, Джаз-квадрат и т. д.
Интервьюировал крупных джазовых музыкантов современности, среди которых Кристиан МакБрайд, Крис Поттер, Артуро Сандоваль, Дэвид Кикоски, Jon Davis, Saskia Laroo,Эмануэль Чизи и др.

## Продюсерская деятельность
С 2013 по 2017 год — директор концертного агентства 1jazz.ru и международного фестиваля радио 1jazz.ru. Фестиваль проходил в клубе Алексея Козлова.
С 2016 года — основатель и учредитель VR Jazz Agency (Джазовое агентство Виктора Радзиевского). В апреле 2017 агентство было официально представлено на международном форуме Jazz Ahead (Бремен, Германия) в рамках стенда «Русский джазовый мир», а годом позже на Зимнем Международном Культурном Форуме (Сочи, Россия) под руководством Юрия Башмета. Агентство занимается организацией гастролей, фестивалей и концертов в России и за рубежом с участием российских музыкантов и артистов из США и Европы.
С 2018 года — директор международного фестиваля VR Jazz Fest (Autumn, Winter, Spring, Summer). Фестиваль проходит в концертном зале на Новом Арбате.

## Педагогика и публичная деятельность
С 2017 года в сотрудничестве с Jam Club Андрея Макаревича ведёт серию лекций и концертов «Этика Джаза» и «Jazz Faces».
В октябре 2017 года, в течение нескольких месяцев читал лекции по истории русского джаза в консерватории им. Джузепе Верди (Турин, Италия) для англоязычной и итальяноязычной аудитории.
В октябре 2018 формат лекций-концертов «Этика Джаза» впервые был представлен на большой филармонической сцене Вологодской Областной Филармонии.
С 2018 года на портале youtube ведёт свой собственный видео-блог, который посвящён музыкальным стилям и направлениям.

## Кинематограф
В июле 2021 состоялась международная премьера документального фильма Being an artist during the COVID Era. В русском прокате картина вышла в дублированном переводе под названием "Быть артистом в эпоху COVID". Фильм был выпущен в сотрудничестве с американской компанией The Real Jazz Ambassodors LLC и режиссером Алексеем Кругловым. Радзиевский выступил в качестве директора фильма, сценариста и актера. 
В фильме приняли участие музыканты из 15 стран мира, среди которых народный артист России Даниил Крамер, Фредди Хендрикс (США),  Эмануеле Чизи (Италия), Юрий Голубев (Великобритания), Nelson Faria (Бразилия).

Цитата:
Культура — наиболее беззащитная сфера общественной жизни. Немногие сегодня понимают, что с ее вырождением, мы рискуем погрузиться в новые Тёмные Века, в которых человеческая жизнь не имеет никакого смысла, кроме борьбы за ошметки материальных благ. Политикам и власть имущим, пора задуматься над спасением культуры, если еще не поздно.